# Политические взгляды Джей Ди Вэнса
Политические взгляды 50-го вице-президента США Джей Ди Вэнса были описаны как национал-консервативные, правые популистские. Вэнс причисляет себя к представителям постлиберальных правых. В социальных вопросах Вэнс считается консерватором. Он выступает против абортов, однополых браков и контроля за оружием.
В 2016 году открыто критиковал тогдашнего кандидата в президенты от Республиканской партии Дональда Трампа, однако к выборам в Сенат в 2022 году изменил свою позицию.

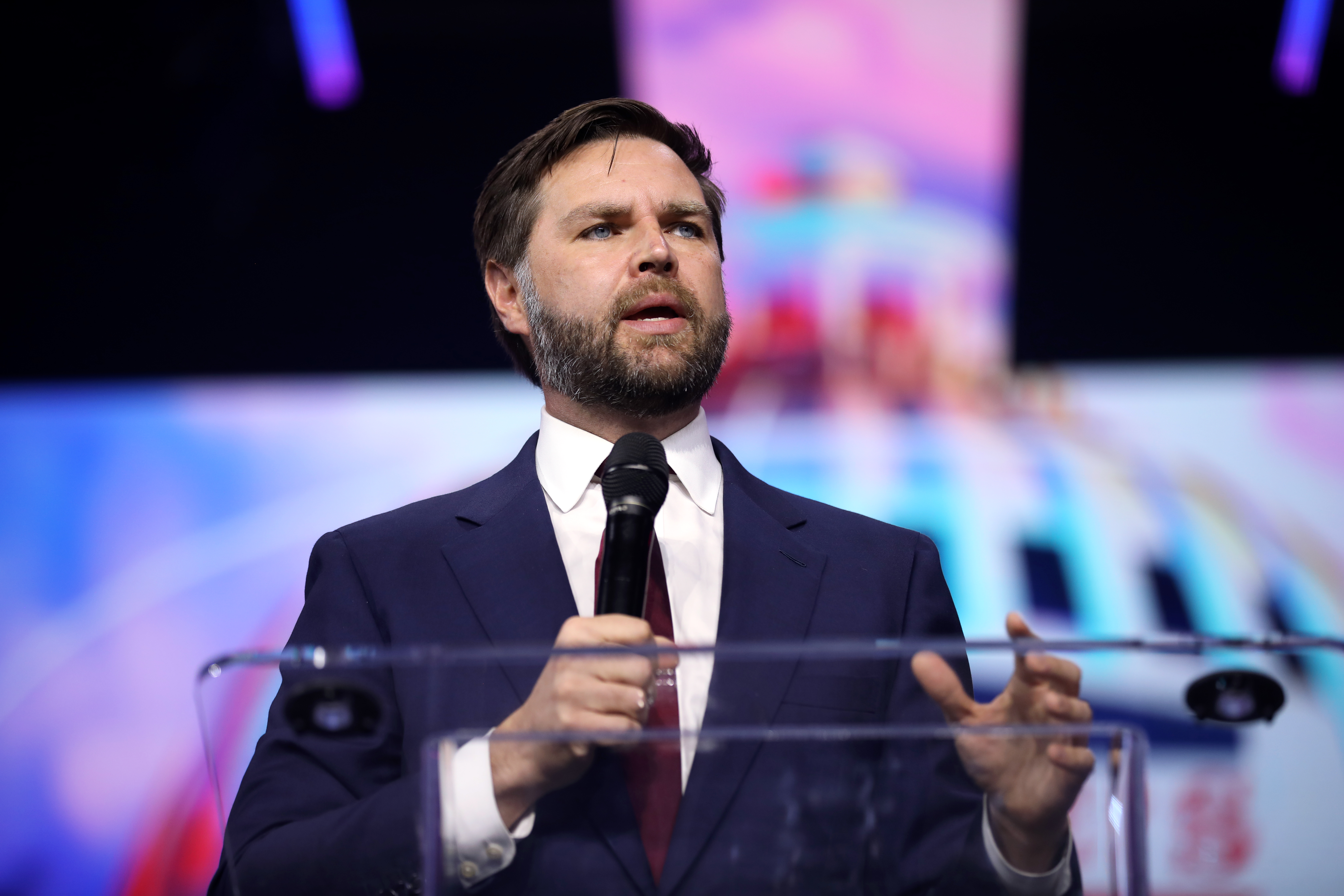
Вэнс на Народном съезде в 2024 году

## Социальные проблемы

### Аборты
Вэнс выступает против абортов. Он поддержал отмену решения Верховного суда по делу «Роу против Уэйда». В 2024 году он заявил, что законы о регулировании абортов должны устанавливаться штатами. Вэнс не считает, что инцест или изнасилование оправдывают аборт и выступает против исключений для этих случаев в законах об абортах. Его позиция основана на моральном убеждении, что аборт является «злом», сравнимым с рабством, а права нерождённого ребёнка выше прав женщины на распоряжение своим телом. В 2022 году Вэнс сказал, что «хотел бы, чтобы аборты были незаконны на национальном уровне» и «сочувствует» идее предотвращения ситуаций, когда жители штатов, в которых запрещены аборты, едут делать аборт в штаты, где они разрешены. Вэнс считает право на жизнь (то есть, право на жизнь нерождённого ребёнка) главным приоритетом консерваторов, а нежелание консерваторов отстаивать этот вопрос назвал «слабостью характера и отсутствии силы духа».
К выборам в Сенат в 2022 году Вэнс смягчил свою позицию, перейдя от полного отрицания абортов к признанию «разумных исключений». Позднее он уточнил, что поддерживает исключения для случаев изнасилования, инцеста и сохранения жизни матери. Вэнс также высказался за то, чтобы каждый штат имел право устанавливать свою политику в отношении абортов. Одновременно с этим, Вэнс допускает возможность установления некоего «минимального национального стандарта» в отношении абортов. В январе 2023 года Вэнс призвал Министерство юстиции использовать Закон Комстока 1873 года для запрета препаратов, используемых для прерывания беременности. Закон Комстока, изначально направленный против перевозки через почту «непристойных» материалов, по мнению Вэнса, должен применяться и к медикаментозным абортам. После того, как в июле 2024 года Верховный суд временно оставил в силе доступ к прерывающему беременность мифепристону, Вэнс заявил, что поддерживает доступ к этому препарату.
В августе 2024 года Вэнс сказал, что в случае принятия Конгрессом общенационального запрета на аборты, Дональд Трамп наложит на него вето.

### Семейная политика
Вэнса называют наталистом из-за его решительной поддержки традиционной нуклеарной семьи, института брака и важности активной роли государства в поощрении и обеспечении формирования семьи и повышении национального уровня рождаемости. Джей Ди Вэнс придерживается критического взгляда на нетрадиционные рабочие роли женщин, отдавая предпочтение патриархальной модели, где женщины сосредоточены на семье и материнстве.
Вэнс считает, что отцовство способствует трансформации «относительно независимых» молодых мужчин, делая их более «укоренёнными и приземлёнными». Он также подчеркнул, что родительство в целом способствует укреплению связей людей со своими сообществами, семьями и страной. По его мнению, позитивное отношение к детям является признаком нормальности. В 2021 году Вэнс предложил ввести налоговую систему, при которой бездетные американцы платили бы более высокие налоги, чем семьи с детьми. В качестве обоснования этой идеи он заявил, что это необходимо для «вознаграждения за то, что мы считаем хорошим» и «наказания за то, что мы считаем плохим». Вэнс призвал к «объявлению войны антидетской идеологии» в США, одновременно высмеивая «грустных, одиноких, жалких» и «миллениальных феминистских писательниц», которые, по его мнению, превозносят преимущества бездетности и подчёркивают разочарования в родительстве. В своей речи в июле 2021 года, выступая в Институте межвузовских исследований, Вэнс возложил ответственность за многие проблемы США на «бездетных левых», обвинив их в отсутствии «физической приверженности будущему этой страны». В том же месяце Вэнс назвал Демократическую партию «бездетной кликой» и выразил одобрение политике премьер-министра Венгрии Виктора Орбана, направленной на поощрение супружеских пар к рождению детей, и заявил, что граждане с детьми должны иметь большее влияние на функционирование демократии, чем бездетные граждане. В интервью Fox News Вэнс заявил, что США фактически управляются «группой бездетных кошатниц, недовольных своей жизнью и сделанным выбором, которые стремятся распространить это недовольство на всю страну», в качестве примера назвав Камалу Харрис, Пита Буттиджича и Александрию Окасио-Кортес. Позднее он охарактеризовал своё высказывание как «саркастическое, но правдивое», уточнив, что ничего не имеет против кошек.
В октябре 2021 года, во время дискуссии, организованной Центром христианской добродетели, Джей Ди Вэнс заявил, что «многих лидеров левых» отличает отсутствие детей, и именно они, по его мнению, «пытаются промывать мозги нашим детям». Он отметил, что «это действительно дезориентирует и беспокоит его». В качестве примера он привёл Рэнди Вайнгартен, главу одного из самых влиятельных профсоюзов учителей в стране, заявив, что, поскольку у неё нет собственных детей, она должна «оставить в покое» детей других людей, если намерена «промывать мозги и разрушать умы детей».
На Национальной консервативной конференции в 2021 году Джей Ди Вэнс заявил, что порнография является одним из факторов, способствующих снижению количества браков и рождаемости в США. Он также подчеркнул, что американцы «сделали политический выбор, поставив свободу потребления порнографии выше таких общественных благ, как брак, семья и счастье». В интервью журналу Crisis Magazine в августе 2021 года Вэнс выразил желание запретить порнографию. Он также заявил, что «порнография и аборты по сути создали одинокое, изолированное поколение, которое не вступает в брак, не имеет семей и даже не совсем уверено в том, как взаимодействовать друг с другом».

### Контроль за оружием

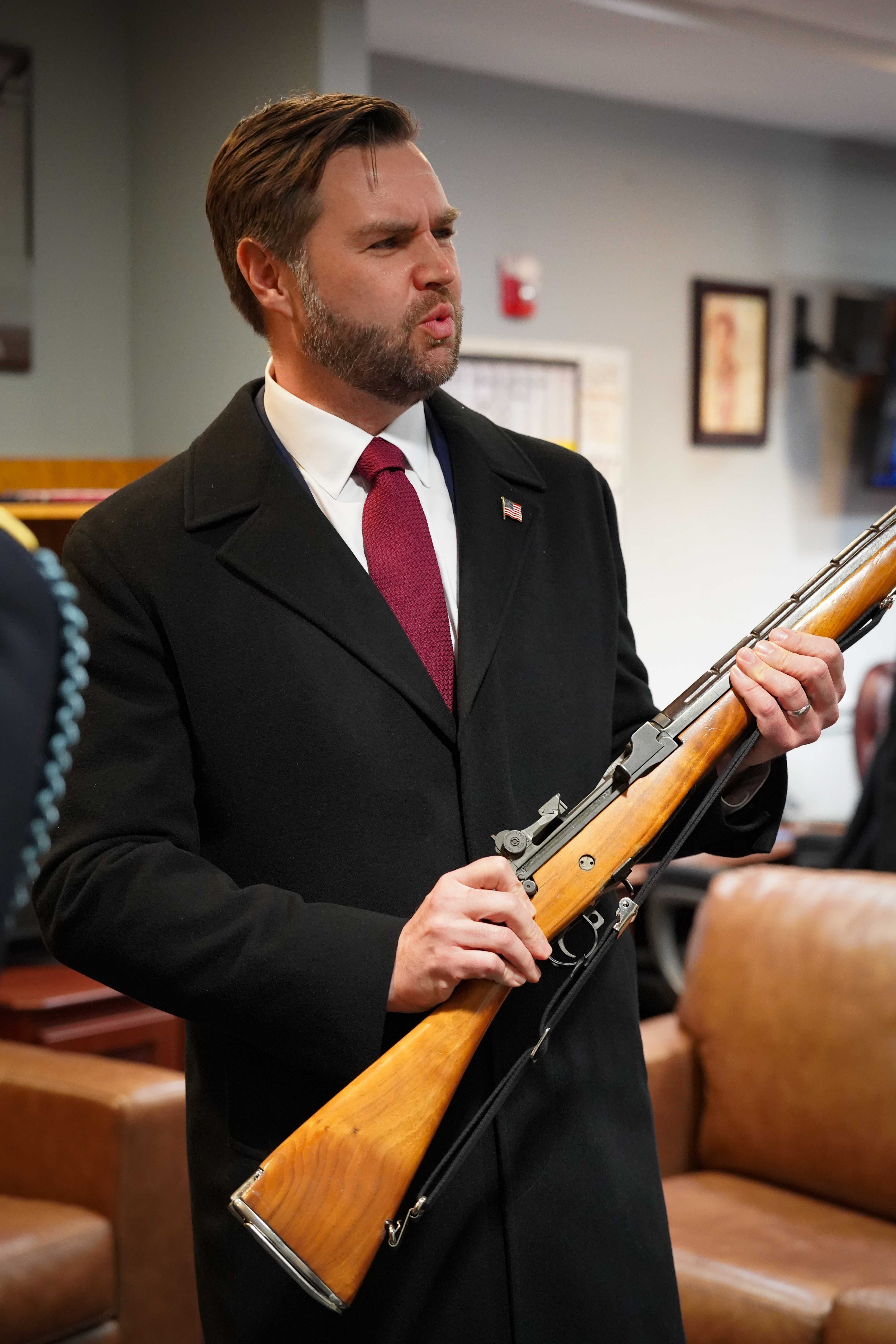
Вэнс с винтовкой M14

Вэнс назвал себя «ярым сторонником Второй поправки», разрешающей хранение и ношение оружия. В 2018 году он утверждал, что необходимо найти «правильный баланс» между защитой людей и правами, предусмотренными Второй поправкой, добавив, что он обеспокоен тем, что люди могут «пожертвовать процессом Второй поправки», пытаясь решить проблему насилия с применением огнестрельного оружия. В ходе своей предвыборной кампании в Сенат в 2022 году Джей Ди Вэнс заявил, что многие меры по контролю за оружием нарушают права людей, не обеспечивая при этом их безопасность. Он также считает, что основными причинами насильственных преступлений являются «страх полиции перед выполнением своей работы» и «освобождение из тюрьмы большого количества профессиональных преступников».
Позиция Джей Ди Вэнса по некоторым вопросам контроля за оружием могла претерпеть изменения. В 2018 году он заявлял, что «люди, которые явно психически неуравновешенны, не должны иметь доступа к огнестрельному оружию». Однако в 2022 году он выразил несогласие с тем, чтобы судьи, психиатры или другие лица принимали решения о разоружении человека на основании его «умственной неполноценности».
В сентябре 2024 года во время предвыборного мероприятия, проведенного на следующий день после массового расстрела в средней школе в Джорджии, Вэнс заявил, что школьные «шутинги» являются «фактом жизни» и что их не предотвратить более строгими законами об оружии; вместо этого он призвал к усилению безопасности в школах.

### Иммиграция и безопасность границ
Джей Ди Вэнс утверждает, что неспособность обеспечить безопасность южной границы США способствовала распространению опиоидной эпидемии в стране, поскольку привела к росту нелегальной иммиграции и торговли наркотиками, «оставив сиротами целое поколение детей». Он также критикует массовую иммиграцию, утверждая, что она приводит к снижению заработной платы американского рабочего класса, повышению цен на жильё и увеличению нагрузки на систему социального обеспечения. Вэнс выступает против предоставления амнистии нелегальным иммигрантам в США и считает, что корпорации используют нелегальную иммиграцию как источник дешёвой рабочей силы, чтобы подорвать внутренний американский рынок труда.
Несмотря на то, что Джей Ди Вэнс однажды упрекнул Дональда Трампа в «демонизации» иммигрантов, он сам неоднократно называл последствия нелегальной иммиграции «грязными». Вэнс поддержал предложение Трампа о строительстве стены вдоль южной границы и отверг идею о том, что сторонники стены являются расистами. Он также предложил выделить 3 миллиарда долларов на завершение строительства стены.
Во время сенатской гонки в 2022 году оппонент Джей Ди Вэнса на всеобщих выборах, демократ Тим Райан, обвинил его в поддержке теории заговора «Великое замещение». Райан отметил, что Вэнс в интервью Такеру Карлсону сказал, что демократы «решили, что они не смогут выиграть перевыборы в 2022 году, если не приведут большое количество новых избирателей, чтобы заменить тех, кто уже здесь». В ответ на это обвинение Вэнс назвал заявление Райана клеветой и заявил, что он не расист, сославшись на своих детей смешанной расы. Во время той же кампании Вэнс выдвинул предположение о том, что президент Байден намеренно наводняет Огайо нелегальными наркотиками, чтобы «убить кучу избирателей MAGA».
В сентябре 2024 года Вэнс заявил, что нелегальные иммигранты с Гаити «вызывают хаос по всему Спрингфилду» (штат Огайо), «похищая и съедая домашних животных».

### ЛГБТ и гендерные роли
Вэнс считает, что брак заключается между одним мужчиной и одной женщиной. В тоже время он признал, что вопрос однополых браков для него не является актуальным. Вэнс выступает против Закона об уважении брака и считает, что трансгендерный переход у несовершеннолетних нужно признать уголовным преступлением на национальном уровне. Вэнс не согласился с предложением задавать вопросы о гендерной идентичности наравне, например, с этнической принадлежностью, в рамках переписей населения. Он также назвал представителей ЛГБТ «грумерами».

### Воук-идеология
В своей речи и интервью в 2021 году Вэнс осудил «воук-капитал», обозначающий наиболее богатые и влиятельные институты, включая крупный бизнес, финансовые учреждения, академические круги, СМИ, правительства и фонды, объединившиеся против правых. Вэнс считает, что «воук-капитал превращает общество в социально-прогрессивный ад», а «консерватизм должен стать контрреволюционной силой» против «либеральной элитарной культуры». Вэнс добавил, что США нужна «программа девоукизации», сравнив её с дебаасификацией Ирака и денацификацией нацистской Германии.

## Экономическая политика
Вэнс — экономический националист, популист, протекционист. Он поддерживает тарифы и антимонопольную политику. Хотя Вэнс в целом высказался против повышения налогов, он поддерживает повышение определенных налогов на университетские фонды, корпоративные слияния и крупные транснациональные корпорации. Вэнс также поддерживает увеличение минимальной заработной платы и выражает крайний скептицизм относительно экономического и социального вклада крупных корпораций.

## Внешняя политика

### Китай
Вэнс назвал Китай «самой большой угрозой» для США, утверждая, что война в Украине отвлекает внимание от этой угрозы. По его мнению, Китай является источником многих американских проблем: «наводнением дешёвых товаров, дешевой иностранной рабочей силой и, в ближайшие десятилетия, смертоносным китайским фентанилом». На Мюнхенской конференции по безопасности в 2024 году Вэнс призвал к переориентации внешней политики США с Европы на Восточную Азию.

### Германия
В декабре 2024 года, отвечая на критику сотрудника Фонда защиты демократии Иваны Штраднер по поводу поддержки Илоном Маском партии «Альтернатива для Германии» (АдГ), Вэнс саркастически заметил об «опасности» контроля границ, поинтересовавшись, сколько денег получает Штраднер от американских налогоплательщиков. В январе 2025 года, заявляя о своей беспартийности в немецких выборах, Вэнс назвал статью Маска «Только АдГ может спасти Германию» интересной, отметив популярность АдГ в регионах, наиболее активно сопротивлявшихся нацизму, и контрастируя это с критикой партии в американских СМИ как «нацистской».

### Иран
Когда в октябре 2023 года Вэнса спросили, поддержит ли он военные действия против Ирана после того, как ополченцы, предположительно связанные с Ираном, напали на американские войска, он сказал, что это будет «ошибкой», сославшись на обеспокоенность по поводу значительной эскалации. После своего выдвижения в качестве кандидата на пост вице-президента Вэнс похвалил убийство иранского генерала Касема Сулеймани в 2020 году.

### Ирак
В своей речи 2024 года Вэнс сказал, что «в 2003 году совершил ошибку, поддержав войну в Ираке», в которой он участвовал в качестве военного корреспондента Корпуса морской пехоты.

### Российско-украинская война
Вэнс является противником предоставления американской военной помощи Украине. За несколько дней до вторжения России на Украину Вэнс заявил, что ему «безразлична судьба Украины». В 2024 году Вэнс заявил, что помощь США Украине не изменит траекторию войны, а цель Украины — возвращение к границам 1991 года — назвал «фантастической», добавив, что Украине придётся уступить часть территории россиянам.
Вэнс критиковал правительство Украины за коррупцию и утверждал, что администрация президента Байдена не провела надлежащего аудита помощи Украине. В то же время Вэнс сказал, что он не хочет, чтобы Россия захватила Украину, но поддерживает «замораживание» конфликта, гарантии нейтралитета Киева и приостановку вступления Украины в НАТО (ключевое требование России) в обмен на предоставление «определённой американской помощи в сфере безопасности в долгосрочной перспективе».
Вэнса неоднократно уличали в использовании и поддержке нарративов российской пропаганды в своих высказываниях о войне России и Украины.

## Отношение к Дональду Трампу

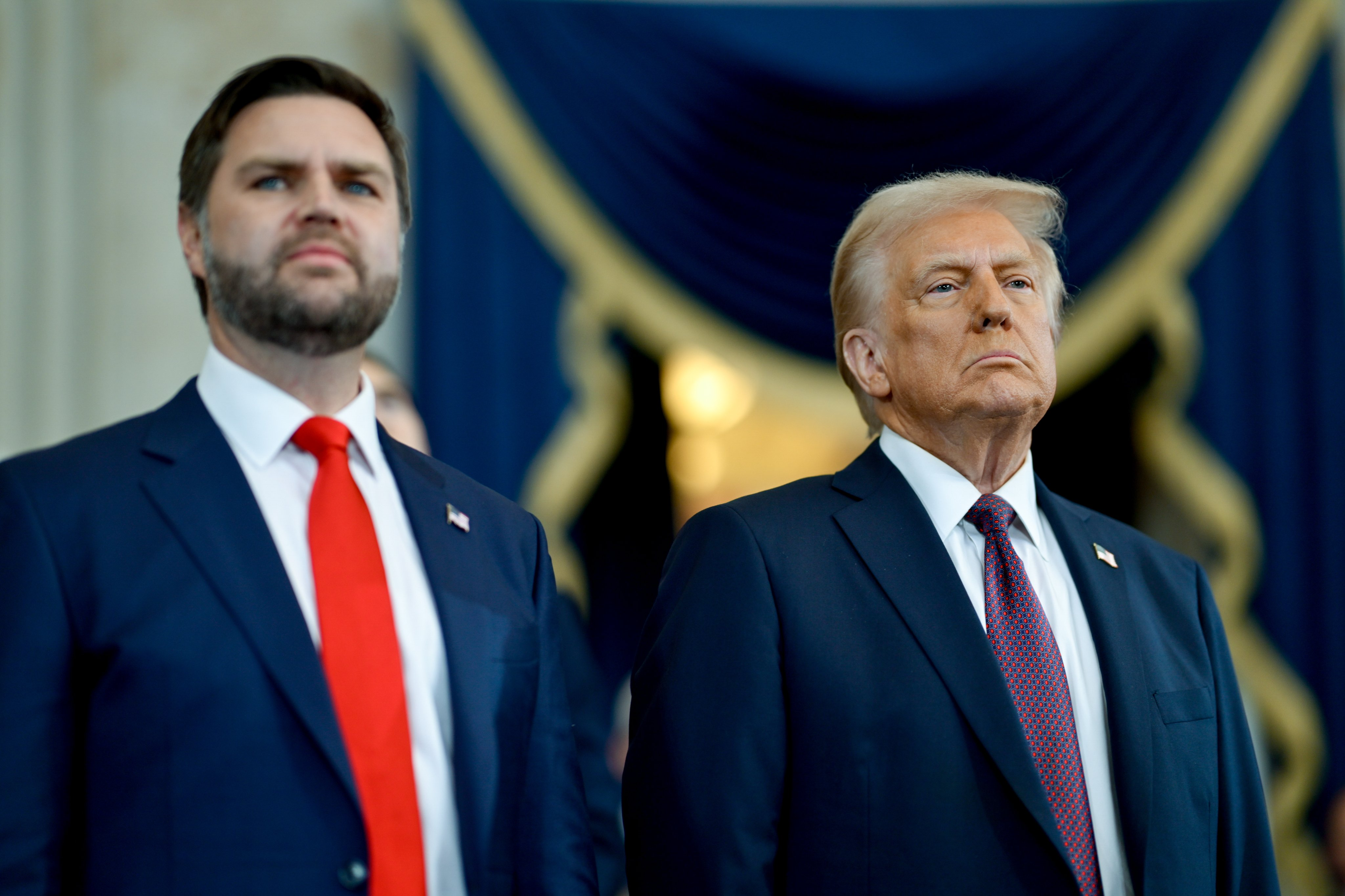
Джей Ди Вэнс и Дональд Трамп

Во время президентских выборов в США 2016 года Вэнс открыто критиковал кандидата от республиканцев Дональда Трампа. Он считал предвыборные обещания Трампа «безнравственными» и «абсурдными», а самого́ Трампа — не подходящим для высшей государственной должности. Вэнс называл Трампа «катастрофой», «культурным героином», «опиумом народа», «идиотом», «американским Гитлером». Вэнс причислял себя к движению Never Trump, которое стремилось не допустить выдвижения Трампа на пост кандидата от Республиканской партии. По словам Вэнса, на президентских выборах он проголосовал не за Трампа, а за независимого кандидата Эвана Макмаллина.
Позднее Вэнс начал менять своё мнение о Дональде Трампе и в феврале 2018 года заявил, что Трамп «является одним из немногих политических лидеров в Америке, который осознаёт разочарование, существующее в значительной части Огайо, Пенсильвании, восточного Кентукки и т. д.». Однако в личных сообщениях в Twitter в 2020 году Вэнс продолжал критиковать политику Трампа, считая, что он «полностью провалил реализацию своего экономического популизма», в связи с чем он, «вероятно, проиграет» следующие президентские выборы.
В марте 2021 года Вэнс, при посредничестве своего бывшего начальника Питера Тиля, лично встретился с Трампом. В июле 2021 года, после того как Вэнс объявил о своей кандидатуре на пост сенатора от Огайо, он публично объявил себя «перевёртышем» в отношении Трампа, заявив, что он «с самого начала понимал проблемы Трампа», но «думал, что этот парень несерьёзен и не сможет добиться реального прогресса в вопросах, которые меня волновали». Вэнс сказал, что его решение поддержать Трампа изменилось, когда он проигнорировал сообщения СМИ о Трампе, а также признал Трампа «лидером» популярного «движения», после чего Вэнс решил, что ему следует «смириться и поддержать» Трампа. Примерно в то же время Вэнс извинился за критику Трампа и удалил некоторые из своих сообщений в социальных сетях, содержавших такую критику. Вэнс сказал, что теперь он считает Трампа «хорошим президентом».
В октябре 2021 года Вэнс заявил, что на президентских выборах 2020 года имели место «незаконно голосующие избиратели» и назвал США «поддельной страной», поскольку, по его мнению, генеральный директор Facebook Марк Цукерберг помог Байдену, купив «голоса в крупнейших регионах, чтобы повлиять на исход выборов».
После того, как историк Роберт Каган в ноябре 2023 года написал в The Washington Post статью под названием «Диктатура Трампа становится все более неизбежной», Вэнс направил генеральному прокурору Меррику Гарланду письмо, в котором предложил привлечь Кагана к ответственности за пропаганду «открытого восстания» в штатах, контролируемых демократами. В свою очередь Каган заявил, что его статья не пропагандирует мятеж.